# Бланк, Доротея
Дороте́я Бланк (фр. Dorothée Blanck, также встречаются написания фр. Dorothée Blank и фр. Dorothee Blanck; 24 февраля 1934, Айхах, Бавария, Германия — 16 января 2016, Париж, Франция) — французская модель, актриса, писательница и инструктор по йоге. Почти глухая из-за перенесённого в детстве отита, она обратила на себя внимание исполнением роли подруги экранного персонажа  Корин Маршан в культовом фильме Аньес Варда «Клео от 5 до 7». После проведения ей одной из первых во Франции операции по трансплантации барабанных перепонок, её судьба стала темой многочисленных газетных публикаций. В течение 15-ти лет Доротея Бланк являлась спутницей писателя Жака Стернберга (фр. Jacques Sternberg), оказав, по мнению критики, определённое влияние на его творчество.

## Биография

### Мать
Фанни Бланк (фр. Fanny Blanck, 1911—1992), еврейка по национальности, родилась 10 августа 1911 года в Берлине, куда из-за погромов в Галиции переехали её родители. В 1927 году в возрасте 15-ти лет она вступила в Коммунистический союз молодёжи Германии (фр. Kommunistischer Jugendverband Deutschlands, KJVD) (группа «Центр» в Берлине), где сначала выполняла обязанностями библиотекаря, а затем отвечала за агитацию и пропаганду в этой группе. Вскоре она вошла в руководство округа в качестве лектора, потом стала руководителем учебной работы и, наконец, руководителем группы Арконаплац (нем. Arkonaplatz), насчитывающей 60 членов. Она поступила на работу в качестве рабочей в компанию Сименс-Шуккерт, где, в соответствии с ориентацией в то время компартии на крупные предприятия, создала ячейку из 20-ти человек, посвятив себя её работе. В 1928 году её избрали членом районного руководства, а вскоре после этого — членом Центрального комитета КСМГ. В 1929 году она приехала в Москву в составе немецкой делегации на 5-й Международный съезд коммунистической молодежи, а по возвращении в Германию была уволена с работы. После этого она работала в других фирмах: Gebauer, Bolle, Abdulla, где находилась во главе рабочего движения за улучшение условий труда, в связи с чем снова была вынуждена менять места работы. На предприятии Фристера (нем. Frister) она возглавила забастовку против снижения заработной платы, принявшей городской масштаб, и получила свидетельство о неблагонадёжности, лишающее её возможности трудовой занятости. Тогда ЦК КСМГ отправил Фанни Бланк на 6 недель в школу Розы Люксембург, после обучения в которой она работала инструктором Центрального комитета. В сентябре 1933 года в Нюрнберге, направляясь на встречу с человеком, оказавшимся предателем, Фанни Бланк была арестована. Во время обыска в её квартире были выяснены имена других молодых коммунистов, за чем последовали аресты. Она получила 3 года заключения в тюрьме Айхаха, где в феврале 1934 года у неё родилась дочь, которую забрали в приют после полугодового нахождения с матерью. В 1936 году Фанни Бланк вышла из тюрьмы и эмигрировала во Францию. В Париже до Второй мировой войны она работала в Союзе свободной немецкой молодёжи (ССНМ, нем. Freie Deutsche Jugend, FDJ). Отыскав дочь и скрываясь с ней во время немецкой оккупации Франции, Фанни Бланк в то же время участвовала в акциях помощи интернированным в лагеря. С конца 1944 года она сотрудничала с движением «Комитет „Свободная Германия“ для Запада» (нем. Komitee "Freies Deutschland" für Westen).
В конце войны вышла замуж за журналиста Либермана, с которым имела двух детей: дочь Сюзи (Suzie Perreault (Liberman), 1 июня 1945 — 3 августа 2003) и сына Мориса.
Состояла в ФКП. Страдая от онкологического заболевания в преклонном возрасте, покончила с собой в 1992 году.

### Отец
Карл Шнайдер (нем. Karl Schneider), он же Карл Лёш (нем. Karl Lösch), родившийся 27 апреля 1915 года в Мангейме, немец по национальности и каменотёс по профессии, являлся членом Коммунистического союза молодёжи Германии (фр. Kommunistischer Jugendverband Deutschlands, KJVD) а также, до 1933 года, лидером антифашистской федерации в Мангейме. С лета 1933 года он продолжил незаконно работать в Карлсруэ в запрещенном КСМГ. В ноябре 1933 года Карл Шнайдер был арестован, в июле 1934 года по приговору суда он получил 3-летний тюремный срок, который должен был отбывать во фрайбургской тюрьме. В январе 1937 года, сразу после своего освобождения, он направился в Испанию в Интернациональные бригады, но, лишённый на родине гражданства, был арестован в Страсбурге из-за отсутствия удостоверения личности. Он был заключен в тюрьму, откуда бежал и воевал в Испании в батальоне Эдгара Андре под именем Карл Лёш (Karl Lösch), которым пользовался в дальнейшей жизни. В 1938 году он был дважды ранен и схвачен франкистами. Содержался сначала в концентрационном лагере Сан-Педро-де-Кардена около Бургоса на севере Испании, позже в лагере Паленсии, откуда ему удалось бежать 30 ноября 1941 года. Намереваясь перебраться в Италию, он через двенадцать дней пересёк границу с Португалией, где был заключён в тюрьму до января 1945 года. В январе 1945 года он был освобождён из заключения и апреле 1946 года возвратился на родину в Мангейм. Член СЕПГ с 1949 года. В 1952 году перешёл в ГДР, где работал Министерстве иностранных дел.
В 1961—1963 годы — посол ГДР на Кубе, в 1964—1969 годы — глава торгового представительства ГДР в Алжире.

### Детство
Доротея родилась 24 февраля 1934 года в Баварии, в тюрьме города Айхаха. В течение шести недель она оставалась с матерью, а потом её помещали в различные приюты, только под именем, без указания фамилии. В 1936 году, за три месяца до выхода матери из тюрьмы, немецкие коммунисты переправили Доротею в швейцарский детский дом. После освобождения её мать присоединилась к своему отцу, эмигрировавшего тем временем во Францию, и искала работу в Париже, а потом поехала в Швейцарию, где с помощью Красного Креста, по одному имени, дед Бланк нашёл свою внучку. Доротея не признали свою мать и не верила незнакомой женщине, которая постоянно ей повторяла: «Я твоя мать… Твоя мать — это я …» Тогда Фанни устроилась на некоторое время медсестрой в этом учреждении, чтобы понемногу приучить ребёнка к себе.
С началом Второй мировой войны Фанни с дочерью находит убежище в Ронтиньоне (Атлантические Пиренеи) в семье пастора Роже Жезекеля (фр. Roger Jézéquel), помогавшей немецким беженцам, где начала работать гувернанткой. Но вскоре, в 1940 году, она решила поселиться в Париже с желанием возобновить свою политическую деятельность и ввиду необходимости лечить дочь: во время перевозок из одного приюта в другой маленькая девочка заразилась корью, сразу осложнившейся двусторонним отитом, перешедшим в хронический из-за отсутствия надлежащего лечения.
Помимо постоянных выделений из ушей, Доротея страдала от частичной глухоты и плохо говорила. «Врачи не могли приблизиться ко мне. Как только я видела кого-то из них, я начинала кричать.»
С началом вторжения немецких войск во Францию матери и дочери пришлось пешком уходить из Парижа. В 1942 году, через Лимож, они снова вернулись в дом пастора, где задержались на 2 года. После 1945 года Фанни провела некоторое время в Германии, чтобы потом окончательно перебраться со своим ребёнком в Париж.

### Выбор профессии и начало работы
После войны новая семья Доротеи, в которой один за другим появилось двое детей, жила тяжело: она продавала газеты на идиш, в которых не понимала ни слова, и присматривала за детьми.
В 12-летнем возрасте мать отдала её в школу-интернат. Доротея сменила два учреждения, где преследуемая страхом вшей и рассказов выживших детей она всё-таки имела возможность 2 года полноценно учиться.
Тогда же, одиноко наблюдая за игрой в школьных спектаклях своих одноклассников, в которых не принимала участие из-за плохой речи, она дала себе обещание, что обязательно будет играть на сцене. Однажды она сопровождала свою подругу в поисках класса танцев, и там преподавательница её убедила в том, что актриса должна уметь танцевать. Деньгами, данными ей на сласти, она сделала первый взнос за уроки, оказавшиеся довольно болезненными. Доротея едва слышала музыку, а в период обострения заболевания теряла равновесие — кто-то даже сказал про неё: «Эта девушка пьяная или под наркотиками, в её-то возрасте!»
В 1948 году, через полгода занятий танцами, Морис Леман (фр. Maurice Lehmann), в то время директор театра Шатле, принял Доротею танцовщицей в свою постановку оперетты L’Auberge du Cheval-Blanc («Под белым конём») на время летних замещений, а потом она заключила свой первый контракт.
В 1952 году она прошла просмотр у Анри Варна (фр. Henri Varna), директора театра Могадор, который искал танцовщиц для своего нового спектакля. В этом театре Доротея танцевала в опереттах La Danseuse aux étoiles, Violettes impériales («Царские фиалки»), «Весёлая вдова», La Belle de mon coeur, Les Amants de Venise.
Но по-прежнему мечтающая об актёрской профессии, в 1959 году она поступила в театральную школу Шарля Дюллена (фр. Cours d’art dramatique de Charles Dullin), где преподаватель, тронутый её мужеством, серьёзно ей посоветовал провести операцию на ушах, если она действительно думает о сцене. Он порекомендовал ей своего друга-хирурга, и Доротеи пришлось искать возможность сниматься в кино для оплаты за своё лечение, в то время как дефекты речи препятствовали её намерениям.

### Кино
Доротея появилась на экране как статистка и танцовщица. В 1954 году, когда она каждый вечер танцевала в Могадоре, она узнала о кастинге танцовщиц для съёмок в фильме Жана Ренуара «Французский канкан». Среди сотен кандидаток, в том числе из знаменитого Мулен Ружа, Доротея была избрана в группу из 24-х танцовщиц кабаре а также стала одной из 4-х статисток, которым предназначались небольшие роли. Несколько дней спустя её спросил балетмейстер: «Ты согласна быть голой для Ренуара?» Она узнала, что ей предназначено сниматься в сцене мытья в ванной и почувствовала себя униженной, но не отказалась из-за опасения, что за этим последует её отстранение от съёмок в фильме. Перед костюмной репетицией она подошла к режиссёру: «Послушайте, месье Ренуар, я хотела бы оставить мою наготу для моего любимого!» Ренуар поморщился, но потом его благородная сторона взяла верх и он ответил: «Хорошо! Ты романтична, я тебя понимаю, это неважно, ты всё равно будешь в балете!»
Вместе с некоторыми танцорами из «Французского канкана» она перешла в следующий фильм Ренуара Elena et les Hommes («Елена и мужчины»), где приняла участие в качестве статистки в сцене народного гулянья на 14 июля и танцевала мюзет.
В то же время ей пришлось уйти из театра. У неё закончился контракт, и тут выяснилось, что пропала её рабочая карта, а новую с её польским паспортом без контракта получить было невозможно. Она нашла работу, где эта карта не требовалась: уборку со столов в ресторане самообслуживания на Елисейских полях. Но поскольку это оплачивалось плохо и кормили работников только той едой, от которой отказывались клиенты, она продержалась там всего пятнадцать дней. Доротея обнаружила другой способ небольшого заработка, которым занимались в основном эмигранты: стала натурщицей. Сначала она позировала вечером по четвергам и субботам художникам-любителям из полицейской префектуры, а потом — ежедневно, в течение нескольких часов, в художественной академии Гранд-Шомьер. Среди прочих, её рисовали такие известные художники, как: Луиджи Корбеллини (итал. Luigi Corbellini), Жан Габриэль Домерг (фр. Jeau Gabriel Domergue), Макс Папар (фр. Max Papart), Фабр де Тьерран (фр. Fabre de Thierrens), Жан-Клод Бедар (фр. Jean-Claude Bédard).
Именно там, в мастерской Клода Рёдерера (фр. Claude Roederer), в 1957 году с ней встретилась Аньес Варда. Она тогда искала для своего короткометражного фильма L’Opéra-Mouffe («Опера-муфф») «nu froid» (холодную ню), то есть не плотскую, непохожую на стриптизёршу модель, и ей сразу сказали: «О! Там! Там! Холодная ню есть только одна — Доротея!» Доротея только что посмотрела фильм Ингмара Бергмана Hon dansade en sommar («Она танцевала одно лето») и была очень тронута сценой с двумя любовниками в траве. «Будет ли это также чисто?» — задала она вопрос режиссёру. «Это будет не также, но чисто!» — ответила ей Варда.
Фильм получил призы на международных фестивалях в Брюсселе и в Вене, но во Франции подвергся критике за большое количество обнажённого тела и вышел в прокат только в киноклубах.
Летом 1960 года на улице Доротея случайно встречает Аньес Варда в сопровождении Жака Деми, которая познакомила её с мужем и спросила: «Хочешь сыграть маленькую танцовщицу для Жака Деми в „Лоле“?» Как часто в те годы бывало в Новой волне, когда встречались на улицах и в кафе и договаривались о съёмках без обсуждения условий контракта: она брала то, что ей дают.
Во время репетиций фильма Lola («Лола») Доротеи предложили костюм, не показавшийся ей особо сексуальным. Чтобы выделиться на фоне нескольких танцовщиц-статисток, она купила себе корсет, вложив в покупку весь свой гонорар, украсила его стразами и дополнила чёрными ажурными чулками с розой на подвязке. Она использовала этот привлекательный корсет потом в «Шербурских зонтиках» в сцене в ночном клубе, куда приходит молодой солдат, чтобы утопить свое горе. А после выхода «Лолы» на экраны многие издания стремились получить её фотографии а также рассказывали о необычной судьбе этой девушки, которая благодаря своей красоте заработать себе деньги на операцию для исправления слуха. Доротея одной из первых во Франции, после нескольких неудачных попыток лечения, сделала трансплантацию барабанных перепонок, сначала для одного уха, а затем, по мере накопления необходимой суммы, для другого.
В 1961 году она полностью восстановила слух и рекурсивно сформировала речь.
В 1960 году, готовясь к съёмкам «Клео от 5 до 7», Аньес Варда для роли натурщицы и подруги главной героини сразу подумала о Доротее Бланк.
Доротея появилась ещё в двух фильмах Деми, который в шутку называл её своим талисманом: в 1967 году в мюзикле «Девушки из Рошфора» она сыграла в эпизоде прохожую, столкнувшуюся с Энди Миллером (Джин Келли), и в 1970 году присутствовала статисткой в сказке Peau d'âne («Ослиная шкура»). В эти годы Доротея снялась также на первом плане в итальянской версии приключений Зорро Il segno del vendicatore («Знак мстителя»), но в основном принимала скромное участие в фильмах творцов Новой волны: в частности, в 1963 году она получила главную женскую роль Софи во французской экранизации повести Гоголя «Записки сумасшедшего» (Le journal d’un fou), а в 1969 году — эпизодическую роль медсестры в «Кроткой» Робера Брессона. Она продолжала работать как модель для стилистов Фернана Обри (Fernand Aubry) и Александра де Пари, а в 1969 году стала моделью для Джозефа фон Штернберга, создателя Марлен Дитрих, в посвящённом ему фильме Leçon d'éclairage : Josef von Sternberg за полгода до смерти режиссёра.

### Club Med
В 1965 году на вечеринке, во время съёмок фильма L’or du duc (Золото герцога), актёр Жан Батист Тьере (фр. Jean Batiste Thierrée) познакомил красивую девушку с Жаком Штернбергом (фр. Jacques Sternberg): «Вот! Представляю тебе твою будущую любовницу!»
Нечаянная шутка с намёком на слабость писателя к женскому полу положила начало их 15-летним отношениям. Жак Штернберг родился в Бельгии в еврейской семье ювелира, погибшего во время Второй мировой войны в Майданеке, и прошёл трудный путь прежде чем сделал себе имя; он был всегда женат на одной женщине, он вёл довольно свободный, гедонистический образ жизни. Однако эта связь окажется более прочной, чем обычно, и, как считают, плодотворной для его творчества.
Об этих отношениях в книге L'Attente du Père («Ожидание отца») её многолетний друг, журналист и публицист Вальтер Левино (фр. Walter Lewino) сказал: Доротея «безумно его любила и всё ему прощала». В 1969 году, в один из таких случаев, когда она была близка к самоубийству, сестра Доротеи Сюзи устроила её на работу в Club Med в Швейцарии, где сама работала медсестрой. Доротея там сначала занималась анимацией и выполняла обязанности администратора на телефоне. Потом, увлекаясь йогой, она нанималась в сети на сезонную работу в качестве инструктора по йоге а также одновременно проводила занятия дистанционно, посредством публикаций в Observateur, Le Matin и Le Point.
В течение 20-ти следующих лет Доротея отдавала предпочтение кочевому, непредсказуемому, богемному жизненному стилю, часто добираясь автостопом с рюкзаком за плечами, а в Париже пользуясь велосипедом, чередуя средиземноморские клубы в Альпах, Турции или Марокко, парижский регион и приморский курорт в Нормандии Трувиль, куда сопровождала Штернберга в его выходах на яхте в море. Отсутствие постоянного адреса, телефона и агента также не способствовало её актёрской карьере: за исключением короткометражных фильмов, она как правило играет эпизодические роли или появляется на заднем плане статисткой. Близкая к Новой волне, она не становится её иконой

### Последние десятилетия
С возрастом Доротея Бланк продолжала приезжать в Трувиль, где у неё было крохотное жильё, принимала там участие в философских беседах в Кафе-клубе Фило (фр. Café philo) и снималась в короткометражных фильмах, участвующих в конкурсе ежегодного фестиваля Off-cours.
Так в 2010 году она исполнила роль писательницы в короткометражном фильме Voyageuse («Путешественница») Сергея Владимирова (фр. Sergueï Vladimirov), российского актёра и режиссёра, переехавшего во Францию, а на следующий год работала с бывшей россиянкой, режиссёром Кристиной Вагенбауэр (Kristina Wagenbauer).
В столице она проживала в квартирке на чердачном этаже, с большой мойкой на кухне вместо ванны, которую дети Гислена Клоке Жером, Ева-Мари и Артур по желанию отца после его смерти оставили за ней на правах бесплатной аренды.
21 декабря 2012 года из виртуального дневника Доротеи Бланк стало известно об её онкологическом заболевании. В октябре 2013 года она уточнила, что больна раком 3-й степени. 26 февраля 2014 года она опубликовала медицинское заключение о прекращении химиотерапии и стабилизации состояния здоровья. В начале октябре 2015 она написала об ожидании начала съёмок в маленькой роли в фильме Жерома Рейбо (фр. Jérôme Reybaud) Jours de France («Дни во Франции»), а после 12 декабря 2015 года записи в её дневнике оборвались.
4 февраля 2016 года её друг Аньес Варда сообщила на своей странице в Фейсбуке о смерти Доротеи Бланк в Кошенской больнице (фр. Hôpital Cochin) Парижа 16 января 2016 года, а 8 февраля поместила информацию о её захоронении в общей могиле кладбища Тье.

…Мне нравилась её абсолютная скромность. У неё было тело, о котором мечтали художники и фотографы, как у других есть дар испечь яблочный пирог или дар ясновидения. Нам нравилось, что она существует, простая и чувствительна.Оригинальный текст (фр.)... Moi j'aimais sa modestie absolue. Elle avait un corps qui faisait rêver des peintres et des photographes, comme on a un don pour faire la tarte Tatin ou un don de clairvoyance. On aimait qu'elle existe, simple et sensible.— Аньес Варда, Varda par Agnès, p. 53.

### Личная жизнь
Доротея Бланк никогда не состояла в браке и не имела детей.
В ходе скитаний во время войны в возрасте 8-ми лет она подверглась домогательству со стороны некоего хозяина фермы, которому доверяла, что  сильно её травмировало.
В документальном фильме À tous mes Jules («Всем моим мужикам») она призналась в неоднократных прерываниях беременности по той причине, что не хотела оставлять ребёнка без отца.
В своём Интернет-дневнике она говорила о 4-х мужчинах, с которыми её связывали длительные и глубокие отношения.
Её первая любовь — режиссёр Новой волны Жак Лёв (фр. Jacques Loew, 1914—1975). Она встретила его в 17 лет, когда танцевала в Могадоре, и ушла с ним жить «в комнату для прислуги, где они пользовались свечами», но «за семь лет устала от спартанской идиллии».
Вторым своим мужчиной она называет Жиля Дюрьё (фр. Gilles Durieux, 1935 г. р.), журналиста, писателя и поэта. С ним она была вместе также около 7-ми лет, часто приезжала в его родной городок Плюданьель (фр. Ploudaniel) в Бретани и проживала в его семье в качестве невесты.
Третьим стал журналист и писатель в жанрах научно-фантастическом и фэнтези Жак Штернберг (1923—2006), близкие отношения с которым у неё продолжались с 1965 года в течение 15-ти лет и к которому, судя по её записям в Интернет-дневнике, она сохранила чувства до конца жизни.
В этот же период она сблизилась с известным кинооператором Гисленом Клоке (1924—1981). Он знал, что болен, и предлагал ей брак с намерением «защитить её от самой себя». Она отказалась, объясняя это тем, что «в детстве у неё было много милосердия, а теперь есть выбор».
В более поздних интервью Доротея Бланк применила к себе такую формулировку:

Я считаю, что моё единственное призвание — не женщина, не любовница, не мать семейства, а муза.Оригинальный текст (фр.) Je considère que mon seul métier, c’était ni d’être une femme, ni une maîtresse, ni une mère de famille, mais une égérie.— Из интервью Доротеи Бланк в фильме Qui êtes-vous Dorothée Blanck ?

### Литературная деятельность
Доротея Бланк стала автором 5-ти прозаических сочинений, прочитав при этом не очень много книг.
Написанными под влиянием эмоций, для себя, они являются как бы личными заметками без каких-либо литературных претензий:

 Я уже давно пишу в моменты кризисов, и поскольку их было много, то много этих страниц, соответствующих реальной психотерапии. Я пишу почти автоматически, как бы изгоняя обиду, боль, разочарование, без поиска стиля, теми словами, какие приходят ко мне, в беспорядке.Оригинальный текст (фр.)J'écris depuis longtemps dans mes moments de crise et comme ils furent nombreux, cela fait beaucoup de pages correspondant à une vraie psychothérapie. J'écris presque automatiquement, comme pour expulser les rancœurs, les douleurs, les déceptions, sans recherche de style, avec les mots tels qu'ils me viennent, en désordre.— Доротея Бланк
В 1991 году её переживания музы, осужденной к прелюбодейной любви в гостиничных номерах, облеклись в несколько хаотичное автобиографическое повествование Une chambre pour un moment («Комната на мгновение»). Жак Штернберг, которому посвящена эта книга, присутствует здесь под именем Натана.
Содержание опубликованной спустя 10 лет книги Et pourtant il tourne связано с Гисленом Клоке и съёмками в фильме Leçon d'éclairage : Josef von Sternberg.
В книге La dériveuse — скиталица, дрейфующая — как назвала она себя по аналогии с прозвищем dériveur (скиталец, дрейфующий) Жака Штернберга, она рассказала о своих годах в Трувиле и в Club Méd.
Rêves, érotiquement vôtre («Мечты, эротически ваша») также по преимуществу вдохновлены воспоминаниями о Жаке Штернберге.
В последней книге L’attente du père («Ожидание отца») речь идет о её воссоединении с отцом. Она считала его героем и всегда хотела его найти, но знала о нём только то, что после побега из страсбургской тюрьмы он задержался на 8 дней у них в Париже, а потом добрался до Испании, откуда им приходили письма. В 60-е годы Доротея нашла в ФРГ его мать и пыталась от неё узнать об отце, но бабушка ей только сказала, что у него другая семья и убедила её не ехать на Восток и больше не искать его. После падения Берлинской стены она возобновила поиски с помощью журналистов из Observateur, в котором тогда вела занятия по йоге. В 1990 году, уже незадолго до его смерти, она нашла отца и узнала о его долгой политической карьере на службе коммунизма в бывшей Восточной Германии. Он сначала ей не ответил, а потом она приехала к нему в гости: встреча была не очень желательна со стороны его супруги. По этой, как она полагала, причине они виделись нечасто, но он нотариально признал отцовство.
В ноябре 2004 на сайте Blogger Доротея Бланк начала вести Интернет- дневник, Journal d’une dériveuse («Дневник странницы»), в котором давала свои комментарии к различным новостям культуры, личные заметки, отрывки из написанных ею книг.

### Посвящения
В 2002 году двое молодых поклонников-кинематографистов, Дидье Даон (фр. Didier Dahon) и Жером Рейбо (Jérôme Reybaud), создали официальный сайт Доротеи Бланк.
С 8 по 14 февраля 2003 года в ратуше Трувиля была организована выставка фотографий, иллюстрирующих карьеру Дороти Бланк, в то время как она встречала посетителей и подписывала свои книги.
В октябре 2017 года в издательстве Serge Safran вышел роман французского писателя Стефана Ома (фр. Stéphane Héaume) Dernière valse à Venise («Последний вальс в Венеции», ISBN 979-10-90175-73-0), инспирированный последними годами жизни Доротеи Бланк, о чём в предисловии сообщил автор.
Доротеи Бланк посвящены короткометражные документальные фильмы с её участием:
- 1987 : Qui êtes-vous Dorothée Blanck ? («Кто вы, Доротея Бланк?»), Айде Кайо (фр. Haydée Caillot)
- 2011 : À tous mes Jules («Всем моим мужикам»), Emilie Rosas

## Карьера

### Фильмография
| Работы в кино | Работы в кино | Работы в кино                                   | Работы в кино                                                                     | Работы в кино                      | Работы в кино                                                          |
| Год           | Жанр          | Русское название                                | Оригинальное название                                                             | Режиссёр                           | Примечание                                                             |
| ------------- | ------------- | ----------------------------------------------- | --------------------------------------------------------------------------------- | ---------------------------------- | ---------------------------------------------------------------------- |
| 1953          | х/ф           | «Дети любви»                                    | Les enfants de l’amour                                                            | Léonide Moguy                      | девушка в приюте для несовершеннолетних матерей (в титрах отсутствует) |
| 1954          | х/ф           | «Королева Марго (фильм, 1954)»                  | La Reine Margot                                                                   | Жан Древиль                        | танцовшица паваны (в титрах отсутствует)                               |
| 1954          | х/ф           | «Французский канкан»                            | French Cancan                                                                     | Жан Ренуар                         | танцовшица кабаре (в титрах отсутствует)                               |
| 1956          | х/ф           | «Елена и мужчины»                               | Elena et les Hommes                                                               | Жан Ренуар                         | танцовщица на народном гуляньи (в титрах отсутствует)                  |
| 1957          | к/м           | «Опера-муфф»                                    | L’Opéra-Mouffe                                                                    | Аньес Варда                        | возлюбленная (как Dorothée Blank)                                      |
| 1957          | к/м           | «Фаблио»                                        | Fabliau                                                                           | Annie Tresgot                      |                                                                        |
| 1958          | х/ф           | «Странное воскресенье»                          | Un drôle de dimanche                                                              | Марк Аллегре                       | (в титрах отсутствует)                                                 |
| 1959          | х/ф           | «Загадка в „Фоли-Бержер“»                       | Énigme aux Folies Bergère                                                         | Jean Mitry                         | танцовщица (в титрах отсутствует)                                      |
| 1961          | х/ф           | «Лола»                                          | Lola                                                                              | Жак Деми                           | Долли                                                                  |
| 1961          | х/ф           | «Женщина есть женщина»                          | Une femme est une femme                                                           | Жан-Люк Годар                      | статистка в сцене в баре и в кадрах из фильма Опера-Муфф               |
| 1961          | д/ф           | «Урок красоты»                                  | La leçon de beauté                                                                | Fernand Aubry                      |                                                                        |
| 1961          | т/ф           | «Свадьба Фигаро»                                | Le Mariage de Figaro                                                              | Marcel Bluwal                      |                                                                        |
| 1962          | х/ф           | «Клео от 5 до 7»                                | Cléo de 5 à 7                                                                     | Аньес Варда                        | Доротея                                                                |
| 1962          | к/м           | «Выстрел в 18 ч.»                               | Coup de feu à 18h                                                                 | Daniel Costelle                    | (как Dorothée Blank)                                                   |
| 1962          | к/м           | «Концерт для виолончели»                        | Concerto pour violoncelle                                                         | Monique Lepeuve                    |                                                                        |
| 1962          | х/ф           | «Знак мстителя»                                 | Le Chevalier masqué / Il segno del vendicatore                                    | Roberto Mauri                      | Велия, герцогиня Диомира (как Dorothée Blank)                          |
| 1963          | к/м           |                                                 | Plus qu’on ne peut donner                                                         | François Chevassu                  |                                                                        |
| 1963          | к/м           |                                                 | L’Annonciation                                                                    | Philippe Durand                    |                                                                        |
| 1963          | к/м           | «Мэтр»                                          | Le Maître                                                                         | Paul Carlotti                      |                                                                        |
| 1963          | х/ф           | «Порок и добродетель»                           | Le vice et la vertu                                                               | Роже Вадим                         | эсэсовка, подруга Айвана (как Dorothée Blank)                          |
| 1963          | х/ф           | «Дневник сумасшедшего»                          | Le journal d’un fou                                                               | Roger Coggio                       | Софи                                                                   |
| 1964          | к/м           |                                                 | La Folie                                                                          |                                    |                                                                        |
| 1964          | х/ф           | «Шербурские зонтики»                            | Les Parapluies de Cherbourg                                                       | Жак Деми                           | девушка в баре (как D. Blank)                                          |
| 1965          | х/ф           |                                                 | Ces dames s’en mêlent                                                             | Raoul André                        | Изабель (как Dorothée Blank)                                           |
| 1965          | х/ф           | «Превращения мокриц»                            | La métamorphose des cloportes                                                     | Pierre Granier-Deferre             | девушка на вернисаже (как Dorothée Blank)                              |
| 1965          | х/ф           | «Вся правда о Станисласе — истребителе шпионов» | Pleins feux sur Stanislas                                                         | Jean-Charles Dudrumet              | любовница Пупсика (как Dorothée Blank)                                 |
| 1965          | х/ф           | «Золото герцого»                                | L’or du duc                                                                       | Jacques Baratier                   | баядерка (как Dorothée Blank)                                          |
| 1965          | х/ф           | «Леди Л»                                        | Lady L                                                                            | Питер Устинов                      | блондинка в борделе (в титрах отсутствует)                             |
| 1966          | т/сериал      | «Досье Жерома Ранда», эпизод «Пола» (1966)      | Les dossiers de Jérôme Randax, эпизод Pola (1966)                                 | Jean-Paul Carrère                  | Глория (как Dorothée Blank)                                            |
| 1966          | к/м           | «Вы слышите море?»                              | Entends-tu la mer ?                                                               | Jacques Rouland                    |                                                                        |
| 1966          | к/м           | «Сделать что-то»                                | Faire quelque chose                                                               | César Polognio                     |                                                                        |
| 1966          | х/ф           | «И женщина создала любовь»                      | Et la femme créa l’amour                                                          | Fabien Collin                      | ассистентка Тенака                                                     |
| 1966          | т/ф           | «Мораль истории»                                | La morale de l’histoire                                                           | Claude Dagues                      | Барбара                                                                |
| 1966          | т/ф           |                                                 | Télé mon droit et Décor pour un auteur                                            |                                    |                                                                        |
| 1967          | т/ф           | «Анна»                                          | Anna                                                                              | Pierre Koralnik                    | (как Dorothée Blank)                                                   |
| 1967          | х/ф           | «Девушки из Рошфора»                            | Les demoiselles de Rochefort                                                      | Жак Деми                           | прохожая, которая столкнулась с Энди Миллером                          |
| 1967          | х/ф           | «Я убил Распутина»                              | J’ai tué Raspoutine                                                               | Робер Оссейн                       | царица Александра (в титрах отсутствует)                               |
| 1969          | х/ф           | «Через несколько дней»                          | À quelques jours près                                                             | Ив Сиампи                          | наложница (как Dorothée Blank)                                         |
| 1969          | х/ф           | «Кроткая»                                       | Une femme douce                                                                   | Робер Брессон                      | медсестра                                                              |
| 1969          | к/м           | «Жизненное пространство»                        | L’espace vital                                                                    | Patrice Leconte                    |                                                                        |
| 1969          | док. т/фильм  |                                                 | Leçon d'éclairage : Josef von Sternberg (Josef von Sternberg, een retrospektieve) | Harry Kümel                        | она сама                                                               |
| 1970          | х/ф           | «Ослиная шкура»                                 | Peau d'âne                                                                        | Жак Деми                           | девушка в комнате                                                      |
| 1971          | х/ф           | «Семья»                                         | La Famille                                                                        | Yvan Lagrange                      | (как Dorothée Blank)                                                   |
| 1971          | х/ф           |                                                 | Généralités de base                                                               | Daniel Jouanisson                  | (как Dorothée Blank)                                                   |
| 1972          | х/ф           | «Элле»                                          | Hellé                                                                             | Роже Вадим                         | (как Dorothée Blank)                                                   |
| 1975          | х/ф           | «В Сантьяго идет дождь»                         | Il pleut sur Santiago                                                             | Эльвио Сото                        | ассистент монтажёра                                                    |
| 1984          | к/м           |                                                 | Pour que Jeanne et Pierre                                                         | René Gilson                        |                                                                        |
| 1987          | д/ф           | «Кто вы, Доротея Бланк?»                        | Qui êtes-vous Dorothée Blanck ?                                                   | Haydée Caillot                     | она сама                                                               |
| 1993          | к/м           | «Юбилей Полы»                                   | L’anniversaire de Paula                                                           | Haydée Caillot                     | Пола                                                                   |
| 1993          | к/м           | «Франсуа вас любит»                             | François vous aime                                                                | Frédéric Tachou                    | (как Dorothée Blank)                                                   |
| 1994          | х/ф           | «Свет мёртвой звезды»                           | La lumière des étoiles mortes                                                     | Charles Matton                     |                                                                        |
| 1998          | к/м           |                                                 | Commerce                                                                          | Philippe-Emmanuel Sorlin           | Жизель                                                                 |
| 2001          | х/ф           | «Танги»                                         | Tanguy                                                                            | Étienne Chatiliez                  | гостья (в титрах отсутствует)                                          |
| 2004          | к/м           |                                                 | Problèmes de hanche                                                               | Frédéric Tachou                    | Yvonne Fleishmann                                                      |
| 2004          | к/м           |                                                 | Première prise                                                                    | Christian Laurence                 |                                                                        |
| 2005          | к/м           | «Две женщины»                                   | Deux femmes                                                                       | Jean Antoine Charest               |                                                                        |
| 2005          | док. т/ф      | «Клео от 5 до 7: воспоминания и анекдоты»       | Cléo de 5 à 7: souvenirs et anecdotes                                             | Аньес Варда                        | она сама (как Dorothée Blank)                                          |
| 2006          | к/м           |                                                 | Les Petits Sablés                                                                 | Chloé Micout                       |                                                                        |
| 2007          | к/м           |                                                 | La mort vous aime aussi                                                           | Simon Laganière и Carol Courchesne |                                                                        |
| 2009          | к/м           | «Ещё раз»                                       | Une fois de plus                                                                  | Sandra Coppola                     |                                                                        |
| 2009          | х/ф           | «Дикие травы»                                   | Les Herbes folles                                                                 | Ален Рене                          | пассажирка самолёта (как Dorothée Blank)                               |
| 2010          | к/м           | «Путешественница»                               | Voyageuse                                                                         | Sergueï Vladimirov                 |                                                                        |
| 2010          | к/м           |                                                 | Naufragée                                                                         | Juliette Chenais                   |                                                                        |
| 2011          | к/м           | «Первые несколько раз»                          | Quelques premières fois                                                           | Kristina Wagerbauer                |                                                                        |
| 2011          | к/м           | «Метод доктора Блузманталя»                     | La méthode du Docteur Blousemental                                                | Anne Revel                         |                                                                        |
| 2011          | к/м           | «Всем моим мужикам»                             | A tous mes Jules                                                                  | Émilie Rosas                       |                                                                        |
| 2011          | к/м           | «Зелёная бригада», эпизод «Filière poison»      | Ti amo ti kino                                                                    | Alexis Delamaye                    |                                                                        |
| 2011          | к/м           | «Мои извинения»                                 | Mes Excuse(s)                                                                     | Stephen Morel Mogama               |                                                                        |
| 2011          | к/м           | «Будь красивой и заткнись»                      | Sois belle et tais-toi                                                            | Sido Nie                           |                                                                        |
| 2011          | к/м           |                                                 | Contaminés                                                                        | Dorothée de Silguy                 |                                                                        |
| 2012          | к/м           |                                                 | Mad Red                                                                           | Hugues Fléchard                    |                                                                        |
| 2014          | к/м           | «Конец фильма»                                  | La fin de la pellicule                                                            | Laetitia Lambert                   | мать                                                                   |
| 2016          | к/м           | «Фантомы»                                       | Fantômes                                                                          | Ariane Boukerche                   |                                                                        |
| 2016          | х/ф           | «Дни во Франции»                                | Jours de France                                                                   | Jérôme Reybaud                     | попутчица                                                              |

### Театр
| Работы в театре | Работы в театре | Работы в театре   | Работы в театре                                   | Работы в театре   | Работы в театре                | Работы в театре |
| Год             | Жанр            | Русское название  | Оригинальное название                             | Авторы            | Место постановки               | Примечание      |
| --------------- | --------------- | ----------------- | ------------------------------------------------- | ----------------- | ------------------------------ | --------------- |
| 1948            | оперетта        | «Под белым Конём» | l’Auberge du cheval blanc                         | Ральф Бенацки     | Театр Шатле, Париж (Франция)   | танцовщица      |
| 1950 ???        | оперетта        |                   | La Danseuse aux étoiles                           | Vincent Scotto    | Театр Могадор, Париж (Франция) | танцовщица      |
| 1951 ???        | оперетта        | «Весёлая вдова»   | La Veuve joyeuse                                  | Франц Легар       | Театр Могадор, Париж (Франция) | танцовщица      |
| 1952            | оперетта        | «Царские фиалки»  | Violettes impériales                              | Vincent Scotto    | Театр Могадор, Париж (Франция) | танцовщица      |
| 1953 ???        |                 |                   | Les Amants de Venise                              | Vincent Scotto    | Театр Могадор, Париж (Франция) | танцовщица      |
| 1953 ???        | оперетта        |                   | La Belle de New-York / La Belle de mon cœur       |                   | Театр Могадор, Париж (Франция) | танцовщица      |
| 1994            |                 | «Гаргантюа»       | Gargantua                                         | Jacques Sarthou   | (Франция)                      |                 |
| 1995            |                 |                   | Chemins                                           | Dominique Trichet | Париж (Франция)                |                 |
| 2015            |                 |                   | Un ailleurs en soi, ou le voyage d’un imsomniaque | Laetitia Lambert  | Париж (Франция)                |                 |

### Сочинения

#### Книги
- Dorothée Blanck. Une chambre pour un moment. — Paris: Denoël, 1991. — 224 с. — ISBN 2-207-23803-2.
- Dorothée Blanck. Et pourtant il tourne. — Trouville: la Soupente, 2001. — 163 с. — ISBN 2-9517788-0-5.
- Dorothée Blanck. Rêves, érotiquement vôtre. — 2002. — 107 с. — ISBN 2-9517788-1-3.
- Dorothée Blanck. La dériveuse ; précédé de Club Med. — Trouville: la Soupente, 2005. — 192 с. — ISBN 2-9517788-2-1.
- Dorothée Blanck. L'attente du père. — Paris: la Soupente, 2005. — 307 с. — ISBN 2-9517788-3-X.

#### Публикации
- C'est si doux un homme… :  [фр.] // Les Lettres françaises. — 1992. — № spécial Salon du Livre (mars).
- Combien de sexes avez-vous ? :  [фр.] // Digraphe. — 1993. — № 63. — С. 107.

## Дополнение

### Книги, в которых упоминается Доротея Бланк
- Jacques Sternberg. Sophie, la mer et la nuit. — Paris: Albin Michel, 1976. — 303 с. — (Litt.Generale). — ISBN 978-2226218575.
- Jacques Sternberg. Agathe et Béatrice, Claire et Dorothée. — Paris: Albin Michel, 1979. — 312 с. — ISBN 978-2226007698.
- Salim Jay. Du Côté de Saint-Germain-des-Près. — Paris: Jacques Bertoin, 1992. — ISBN 978-2879490175.
- Walter Lewino. Pardon, pardon mon père. — Paris: Grasset & Fasquelle, 2001. — 282 с. — ISBN 978-2246614616.